# Euphorbia vallaris
Euphorbia vallaris är en törelväxtart som beskrevs av Leslie Larry Charles Leach. Euphorbia vallaris ingår i släktet törlar, och familjen törelväxter.
Artens utbredningsområde är Angola. Inga underarter finns listade i Catalogue of Life.